# Inter-Varsity Press
Inter-Varsity Press (IVP) war früher das Veröffentlichungsorgan des Universities and Colleges Christian Fellowship. Das Unternehmen beansprucht, jährlich mehr als eine Million Bücher in über 150 Ländern zu veröffentlichen sowie Übersetzungen in mehr als 90 verschiedene Sprachen zu erstellen. Aufgrund einer Strategie-Veränderung des UCCF 2005 wurde IVP organisatorisch unabhängig, wodurch IVP seinen Fokus auf den Ausbau des Verlagswesen legen konnte, während der Verlag weiterhin Unterstützung für Theologiestudenten und Studenten aus anderen Fächern weltweit bietet.
2015 wurde IVP dem Management der Society for Promoting Christian Knowledge (SPCK) unterstellt. Die SPCK vereinbarte mit den Treuhändern der IVP einen umfassenden Plan die IVP zu refinanzieren und die Finanzierung sicherzustellen, damit der Verlag als evangelikaler christlicher Verlag in digitalisiertem Umfeld weiter bestehen kann.

## Geschichte
IVP war seit den 1930ern als Verlag tätig. Ursprünglich wurden die Bücher unter der Bezeichnung „Inter-Varsity Fellowship–IVF“ veröffentlicht. Ronald Inchley (1912–13. April 2005) wurde von Douglas Johnson bald nach seinem Abschluss an der University of Birmingham 1936 als IVF's Publications Secretary angenommen. Er behielt diesen Posten, bis auf eine kurze Unterbrechung im Zweiten Weltkrieg, bis 1976.
Nach Inchley wurde Frank Entwistle der Publishing Director. Entwistle war 1973 zur IVP gekommen und blieb bis zu seiner Pensionierung 2002 in dieser Position.
Bereits vor dem August 2004 agierte IVP als Handels-Organisation der Inter-Varsity Fellowship Trust Limited. 2004 wurde IVP dann als separate Firma mit Sitz in Nottingham und Charity (Gemeinnützige Organisation) eingetragen. Zu dieser Zeit saßen die Mitarbeiter in den Büros der UCCF in Leicester, während das Lager und der Versand in Norton Street, Nottingham ansässig war, wo er in den 1970ern aus London hingezogen war. IVP veröffentlicht und vertreibt christliche Literatur weltweit mit einem dezidiert konservativen evangelikalen Ethos, basierend auf dem Glaubengrunsätzen der UCCF.

## Druckreihen
- Apollos – Akademische Werke
- Crossway Classic Commentaries und Bible Guides (Bibel-Kommentare und Bibellesepläne)
- Tyndale Bible Commentaries (Bibel-Kommentare)